# Chanson de l'Année
La Chanson de l'Année (Pesnya Goda ou Песня Года en russe), à l'origine Pesnya est un concours-festival de la chanson annuel créé par la télévision soviétique, et qui eut lieu pour la première fois en décembre 1971 à Moscou. Ce concours est retransmis par la télévision à travers toute l'ex-Union soviétique.
Parmi les chanteurs, celle qui a été récompensée le plus grand nombre de fois est Sofia Rotaru, qui a présenté 76 chansons.

## Histoire
À bien des égards, l’histoire de "Pesnya goda" reflète celle de l’ex-Union soviétique. Les chansons sélectionnées pour les premiers festivals étaient strictement censurées et devaient être conformes aux normes sociales établies par le Parti communiste. Les interprètes étaient tous des diplômés du conservatoire en règle avec une réputation primitive et une apparence conservatrice. Le même cas a également été retenu pour les VIA dont les chansons ont également été présentées. Au fil du temps, alors que la société soviétique devenait plus libérale, et dans les années 1980, à l’époque de la perestroika, le festival commença à inclure un éventail plus large de styles musicaux, de paroles de chansons et d’interprètes. De 1971 à 1972, il a été diffusé en noir et blanc et sur bande vidéo. Depuis 1973, le programme a été préenregistré en couleur (et est aujourd'hui enregistré en vidéo numérique et en haute définition).
Dans les années 1990, après l'effondrement de l'Union soviétique, le festival "Pesnya goda" renaît en 1993 et entre dans la tradition du nouvel an de la société, offrant une échappatoire aux dures réalités socio-économiques de la vie en Russie dans les années 1990. Dans les années 2000, le festival est devenu un spectacle télévisé mettant en vedette les artistes du pop et du rock russes ayant le plus grand succès sur le plan commercial
Tous les interprètes inclus dans la finale télévisée du festival sont considérés comme des "gagnants" et sont qualifiés de tels dans les médias. Les deux artistes qui ont reçu le plus grand nombre d'inclusions dans Pesnya goda sont Sofia Rotaru, qui a participé au festival chaque année de 1973 à 2012, à l'exception de 2002, et Lev Lechtchenko qui a participé au festival chaque année de 1971 à 2012, à l'exception de 1989, 2005 et 2007. Yossif Kobzon, Valentina Tolkounova, Edita Piekha, Laima Vaikule, Igor Nikolaïev, Irina Allegrova et Alla Pougatcheva ont également remporté de nombreux prix.
Les hôtes les plus connus du festival sont Anguélina Vovk et Ievgueni Menchov, qui l’ont accueilli de 1988 à 2006, Anna Chilova et Igor Kirillov, qui l’ont accueilli de 1971 à 1975, et Svetlana Giltsova et Alexandre Masliakov, qui l’ont accueilli de 1976 à 1979 Les hôtes les plus récents sont Lera Koudriavtseva et Sergueï Lazarev, qui l’accueille depuis 2007.
2019 marque le 48e anniversaire du lancement de cette importante tradition de vacances et du spectacle du chanteur populaire Philipp Kirkorov (avec le chanteur russe Egor Kreed).